# Giancarlo Camolese
Giancarlo Camolese (Torino, 25 febbraio 1961) è un dirigente sportivo, allenatore di calcio ed ex calciatore italiano, di ruolo centrocampista.

## Biografia
Nato e cresciuto a Torino, terminata la carriera da giocatore completò gli studi, laureandosi in scienze motorie e sportive con 110/110 e lode nel 2002.

## Carriera

### Giocatore
Centrocampista, crebbe calcisticamente nell'Unione Sportiva San Mauro, per passare poi in forza al Torino nel 1974, arrivando a giocare in prima squadra. Vestì poi le maglie di Biellese, Reggina, Alessandria, Lazio, Padova, L.R. Vicenza, Taranto e a fine carriera con la Saviglianese.
In carriera ha totalizzato complessivamente 230 partite in Serie C e 141 presenze in Serie B con Lazio, Padova e Taranto, mentre non ha mai esordito in massima serie avendo giocato solo la Coppa Italia con il Torino. Con la Lazio ha conseguito la storica salvezza partendo da -9 nella stagione 1986-1987 e la promozione in A al termine della stagione 1987-1988.

### Allenatore
Inizia la carriera di allenatore nelle giovanili della Saviglianese squadra dove concluse la carriera di giocatore. Fu chiamato al Torino per fare l'allenatore in seconda della prima squadra guidata da Mauro Sandreani prima e Lido Vieri poi.
La stagione successiva affianca prima Graeme Souness e poi Edoardo Reja al quale lo stesso Camolese farà da vice. Nel 1998 affronta il Supercorso di Coverciano, che supera a pieni voti. Nel 1999 è sempre al Torino alla guida della formazione Primavera che porto alle finali per il titolo nazionale.
A fine ottobre del 2000 sostituisce in panchina l'esonerato Gigi Simoni, guidando la squadra alla promozione in Serie A, chiudendo il campionato al primo posto in Serie B. All'esordio in massima categoria ottenne la qualificazione in Intertoto con la squadra granata.
Venne poi esonerato ad ottobre 2002 dopo un inizio di campionato non esaltante, sebbene avesse guadagnato più punti dell'anno precedente.
Nella stagione 2003-2004 subentrò a Franco Colomba alla guida della Reggina, in Serie A, conducendo la squadra amaranto alla salvezza. A fine stagione lasciò la squadra calabrese. Nella stagione successiva rimase inattivo, nonostante fosse molto vicino ad allenare la Lazio (sua ex squadra da calciatore) dopo l'esonero di Domenico Caso in dicembre, che alla fine venne sostituito da Giuseppe Papadopulo e non da Camolese.
Tornò ad allenare nel luglio 2005 quando diventò allenatore del L.R. Vicenza (squadra della quale fu capitano nella stagione 1990-1991), ottenendo la salvezza all'ultima giornata e venendo riconfermato per la stagione 2006-2007. Fu esonerato all'inizio della stagione successiva per far posto al suo ex compagno di squadra nella Lazio, Angelo Gregucci.
Il 10 ottobre 2007 subentrò a Fernando Orsi alla guida del Livorno, ultimo in classifica in Serie A. Dopo un buon recupero con la squadra che totalizza 20 punti in dodici partite e che dall'ultimo posto sale al 13º posto con +5 sulla zona retrocessione, un girone di ritorno difficoltoso con soli 8 punti e una vittoria in 16 partite, fa tornare il Livorno all'ultimo posto e gli costò l'esonero a poche giornate dalla fine.
Dal 24 marzo 2009 è nuovamente sulla panchina del Torino, dove subentra a Walter Novellino, non riesce tuttavia a salvare la squadra granata dalla retrocessione, che arriverà il 31 maggio 2009 dopo la sconfitta per 3-2 contro la Roma. I 10 punti conquistati in 9 partite e la mancata salvezza gli costeranno la riconferma per la stagione successiva.
Il 15 ottobre 2012, dopo una lunga assenza dalla panchina per motivi familiari, Camolese ricomincia ad allenare diventando il tecnico della Pro Vercelli neopromossa in Serie B subentrando a Maurizio Braghin. Dopo una sconfitta contro la Ternana viene esonerato il 3 gennaio 2013 dopo aver raccolto solo 8 punti, frutto di 2 pareggi e 2 vittorie, in 13 partite. Al suo posto venne richiamato Braghin.
Il 20 ottobre 2015 assume l'incarico di allenatore del Chiasso (club di seconda divisione svizzera), subentrando al dimissionario Marco Schällibaum con un contratto valido fino al giugno 2016; sotto la sua guida i rossoblù chiudono la stagione al settimo posto, mantenendo la categoria; non viene tuttavia confermato per la stagione successiva.

### Dirigente sportivo
Dal 2021 al giugno 2022 ha ricoperto il ruolo di direttore tecnico della Federazione albanese.
Al 2025 è vice presidente dell'Associazione Italiana Allenatori Calcio.
Al 2025 è consigliere federale della FIGC.

## Attività

### Commentatore sportivo
Nel 2002 commenta per la Rai alcune partite dei Mondiali di Corea del Sud e Giappone, mentre dal 2007 è opinionista per Mediaset Premium nel tempo libero, ed è commentatore delle partite dei Mondiali 2018 in Russia affiancando Alessandro Iori. Dal 2021 è commentatore tecnico delle gare di Coppa Italia, qualificazioni a Euro 2024 e amichevoli di nazionali sui canali Mediaset.

### Docenze
Attualmente è docente universitario a contratto presso la SUISM di Torino. È inoltre docente della scuola allenatori del Settore Tecnico della FIGC a Coverciano. 

## Statistiche

### Statistiche da allenatore
Statistiche aggiornate al 27 maggio 2016. In grassetto le competizione vinte.
| Stagione            | Squadra         | Campionato      | Campionato | Campionato | Campionato | Campionato | Coppe nazionali | Coppe nazionali | Coppe nazionali | Coppe nazionali | Coppe nazionali | Coppe continentali | Coppe continentali | Coppe continentali | Coppe continentali | Coppe continentali | Altre coppe | Altre coppe | Altre coppe | Altre coppe | Altre coppe | Totale | Totale | Totale | Totale | % Vittorie | Piazzamento       |
| Stagione            | Squadra         | Comp            | G          | V          | N          | P          | Comp            | G               | V               | N               | P               | Comp               | G                  | V                  | N                  | P                  | Comp        | G           | V           | N           | P           | G      | V      | N      | P      | %          | Piazzamento       |
| ------------------- | --------------- | --------------- | ---------- | ---------- | ---------- | ---------- | --------------- | --------------- | --------------- | --------------- | --------------- | ------------------ | ------------------ | ------------------ | ------------------ | ------------------ | ----------- | ----------- | ----------- | ----------- | ----------- | ------ | ------ | ------ | ------ | ---------- | ----------------- |
| ago.-ott. 1997      | Torino          | B               | 6          | 2          | 1          | 3          | CI              | 4               | 2               | 0               | 2               | -                  | -                  | -                  | -                  | -                  | -           | -           | -           | -           | -           | 10     | 4      | 1      | 5      | 40,00      | Eson.             |
| nov. 2000-2001      | Torino          | B               | 30         | 20         | 4          | 6          | CI              | 0               | 0               | 0               | 0               | -                  | -                  | -                  | -                  | -                  | -           | -           | -           | -           | -           | 30     | 20     | 4      | 6      | 66,67      | Sub. 1° (prom.)   |
| 2001-2002           | Torino          | A               | 34         | 10         | 13         | 11         | CI              | 2               | 0               | 2               | 0               | -                  | -                  | -                  | -                  | -                  | -           | -           | -           | -           | -           | 36     | 10     | 15     | 11     | 27,78      | 11°               |
| ago.-ott. 2002      | Torino          | A               | 5          | 1          | 0          | 4          | CI              | 2               | 0               | 1               | 1               | Int.               | 4                  | 2                  | 1                  | 1                  | -           | -           | -           | -           | -           | 11     | 3      | 2      | 6      | 27,27      | Eson.             |
| nov. 2003-2004      | Reggina         | A               | 23         | 5          | 9          | 9          | CI              | 2               | 0               | 1               | 1               | -                  | -                  | -                  | -                  | -                  | -           | -           | -           | -           | -           | 25     | 5      | 10     | 10     | 20,00      | Sub., 13°         |
| 2005-2006           | Vicenza         | B               | 42         | 13         | 10         | 19         | CI              | 1               | 0               | 0               | 1               | -                  | -                  | -                  | -                  | -                  | -           | -           | -           | -           | -           | 43     | 13     | 10     | 20     | 30,23      | 16°               |
| ago.-set. 2006      | Vicenza         | B               | 5          | 0          | 1          | 4          | CI              | 1               | 0               | 0               | 1               | -                  | -                  | -                  | -                  | -                  | -           | -           | -           | -           | -           | 6      | 0      | 1      | 5      | &0,00      | Eson.             |
| Totale Vicenza      | Totale Vicenza  | Totale Vicenza  | 47         | 13         | 11         | 23         |                 | 2               | 0               | 0               | 2               |                    | -                  | -                  | -                  | -                  |             | -           | -           | -           | -           | 49     | 13     | 11     | 25     | 26,53      |                   |
| ott. 2007-apr. 2008 | Livorno         | A               | 28         | 6          | 10         | 12         | CI              | 1               | 0               | 0               | 1               | -                  | -                  | -                  | -                  | -                  | -           | -           | -           | -           | -           | 29     | 6      | 10     | 13     | 20,69      | Sub., eson.       |
| mar.-mag. 2009      | Torino          | A               | 9          | 3          | 1          | 5          | CI              | 0               | 0               | 0               | 0               | -                  | -                  | -                  | -                  | -                  | -           | -           | -           | -           | -           | 9      | 3      | 1      | 5      | 33,33      | Sub., 18º (retr.) |
| Totale Torino       | Totale Torino   | Totale Torino   | 84         | 36         | 19         | 29         |                 | 8               | 2               | 3               | 3               |                    | -                  | -                  | -                  | -                  |             | -           | -           | -           | -           | 92     | 38     | 22     | 32     | 41,30      |                   |
| ott.-dic. 2012      | Pro Vercelli    | B               | 13         | 2          | 2          | 9          | CI              | 0               | 0               | 0               | 0               | -                  | -                  | -                  | -                  | -                  | -           | -           | -           | -           | -           | 13     | 2      | 2      | 9      | 15,38      | Sub., eson.       |
| ott. 2015-2016      | Chiasso         | CL              | 22         | 3          | 11         | 8          | CS              | 0               | 0               | 0               | 0               | -                  | -                  | -                  | -                  | -                  | -           | -           | -           | -           | -           | 22     | 3      | 11     | 8      | 13,64      | Sub., 7°          |
| Totale carriera     | Totale carriera | Totale carriera | 217        | 65         | 62         | 90         |                 | 13              | 2               | 4               | 7               |                    | 4                  | 2                  | 1                  | 1                  |             | -           | -           | -           | -           | 234    | 69     | 67     | 98     | 29,49      |                   |

## Palmarès

### Allenatore
- Campionato italiano di Serie B: 1

Torino: 2000-2001